# 달마야, 서울 가자
《달마야 서울가자》는 2004년 공개된 대한민국의 코미디 영화이다. 2001년에 공개된 영화 《달마야 놀자》의 후속편 격으로 기획된 영화이다.

## 줄거리
청명은 원래 주지스님이 돌아가시자 새로운 주지스님이 되었다.
그로부터 3년 후 청명이 서울의 무심사에 큰스님의 유품을 전해주기 위해 은하사를 나서자, 현각과 묵언수행중인 대봉이 청명 보호 목적을 핑계로 따라나선다. 스님들이 어렵사리 도착한 서울의 무심사. 무심사의 주지는 이미 5억원의 빚을 지고 야반도주했다. 무심사에는 정신이 오락가락 해 보이는 노보살 스님과 꽃미남 무진 스님, 동자승만이 남아있는 상황이다. 절의 곳곳에 붙어있는 법원의 차압 딱지는 스님들을 기겁하게 만들고 급기야 조폭에서 건설업체로 바꾼 주식회사 대륙개발의 범식 일당들이 들이닥치고 대륙개발 직원들과 마주친 청명, 현각, 대봉은 무심사를 구하기 위해 남게 된다.
청명은 전단을 만들어 신촌 유흥가와 수영장, 심지어는 노래교실까지 돌리며 홍보를 하자, 마침내 일년 째 법회를 열지 못했던 무심사에도 신도들이 찾아와 활기를 띠며 성황을 이룬다. 그러나, 법적으로 이미 대륙개발에 넘어간 무심사. 청명의 설법 도중 들이닥친 범식과 그의 수하들은 절터에 지상 복합 건물인 ‘드림시티’를 세울 계획이라며 당장 나가라고 으름장을 놓고 불전함을 빼앗아간다. 그 와중에 묵언수행중인 대봉이 구입한 로또복권이 삼백 억원에 당첨이 되지만 그 로또복권의 영수증은 범식 일당이 빼앗아 간 불전함에 있다는 것을 깨닫고 또 한번 망연자실 한다.
불전함을 되찾으려는 스님들과 불전함에 300억짜리 로또복권이 들어있을 줄은 꿈에도 모르는 범식 일당. 절을 지키려는 스님들과 절을 부수고 드림시티를 지어야 하는 건달들. 스님들은 건달들에게 게임을 제안하고… 그들은 불전함을 걸고 각양각색의 게임을 벌이며 엎치락 뒤치락 하지만 불전함과 박회장의 행방이 묘연해지자 스님과 범식 일당은 패닉 상태에 빠지는데…

## 배역
- 신현준 : 이범식 역
- 정진영 : 청명스님 역

### 조연
- 이원종 : 현각스님 역
- 이문식 : 대봉스님 역
- 양진우 : 무진스님 역
- 유해진 : 마용대 역
- 이형철 : 송상근 역
- 김석환 : 박구만 역
- 홍근하 : 응급요원 역